# Stadtbahn di Bonn
La Stadtbahn di Bonn è un sistema di trasporto che serve la città tedesca di Bonn. Si tratta di un sistema di Stadtbahn (letteralmente: "Ferrovia urbana") derivante dalla trasformazione della vecchia rete tranviaria, le cui tratte centrali sono state interrate rendendole simili a una metropolitana.
La rete serve la città di Bonn e alcuni centri limitrofi; inoltre il sistema è interconnesso con la Stadtbahn di Colonia, attraverso le linee dell'ex KBE.
La rete viene esercita dalla SWB Bus und Bahn, coadiuvata dalla SSB, e per le linee verso Colonia dalla KVB; il sistema tariffario è integrato nel consorzio trasportistico Verkehrsverbund Rhein-Sieg (VRS).

## Storia
Il 12 ottobre 1967, alla presenza del ministro federale dei trasporti Georg Leber, ebbero inizio i lavori di costruzione del tunnel tranviario fra la stazione di Bonn e Bad Godesberg.

## Rete
La rete comprende 6 linee di Stadtbahn propriamente detta, e 3 linee tranviarie, che non percorrono tratte interrate.

### Stadtbahn
| Linea | Percorso                                  | Note                                  |
| ----- | ----------------------------------------- | ------------------------------------- |
| 16    | Köln-Niehl - Bad Godesberg                | in comune con la Stadtbahn di Colonia |
| 18    | Köln-Thielenbruch - Bonn Hauptbahnhof     | in comune con la Stadtbahn di Colonia |
| 63    | Tannenbusch - Bad Godesberg               |                                       |
| 66    | Siegburg - Bad Honnef                     |                                       |
| 67    | Siegburg - Bad Godesberg                  | solo nelle ore di punta               |
| 68    | Bornheim - Bonn Hauptbahnhof - Ramersdorf | solo nelle ore di punta               |

### Tranvie
| Linea | Percorso                        | Note                    |
| ----- | ------------------------------- | ----------------------- |
| 61    | Dottendorf - Auerberg           |                         |
| 62    | Dottendorf - Oberkassel         |                         |
| 65    | (Ramersdorf -) Beuel - Auerberg | solo nelle ore di punta |

### Fonti
- (DE) Robert Schwandl, Schwandl’s Tram Atlas Deutschland, 2ª ed., Robert Schwandl Verlag, 2009,  pp. 20-21 e 24-25, ISBN 978-3-936573-09-1.

### Testi di approfondimento
- (DE) Fritz D. Kegel, U-Bahnen in Deutschland. Planung Bau Betrieb, Düsseldorf, Alba Buchverlag, 1971,  pp. 56-65, ISBN non esistente.
- (DE) Hans Schmitt, Stadtbahn Rhein-Sieg im Raume Bonn, in Der Stadtverkehr, anno 18, n. 1, Brackwede/Westfalen, Verlag Werner Stock, gennaio 1973,  pp. 7-11, ISSN 0038-9013 (WC · ACNP).